# 양자광학

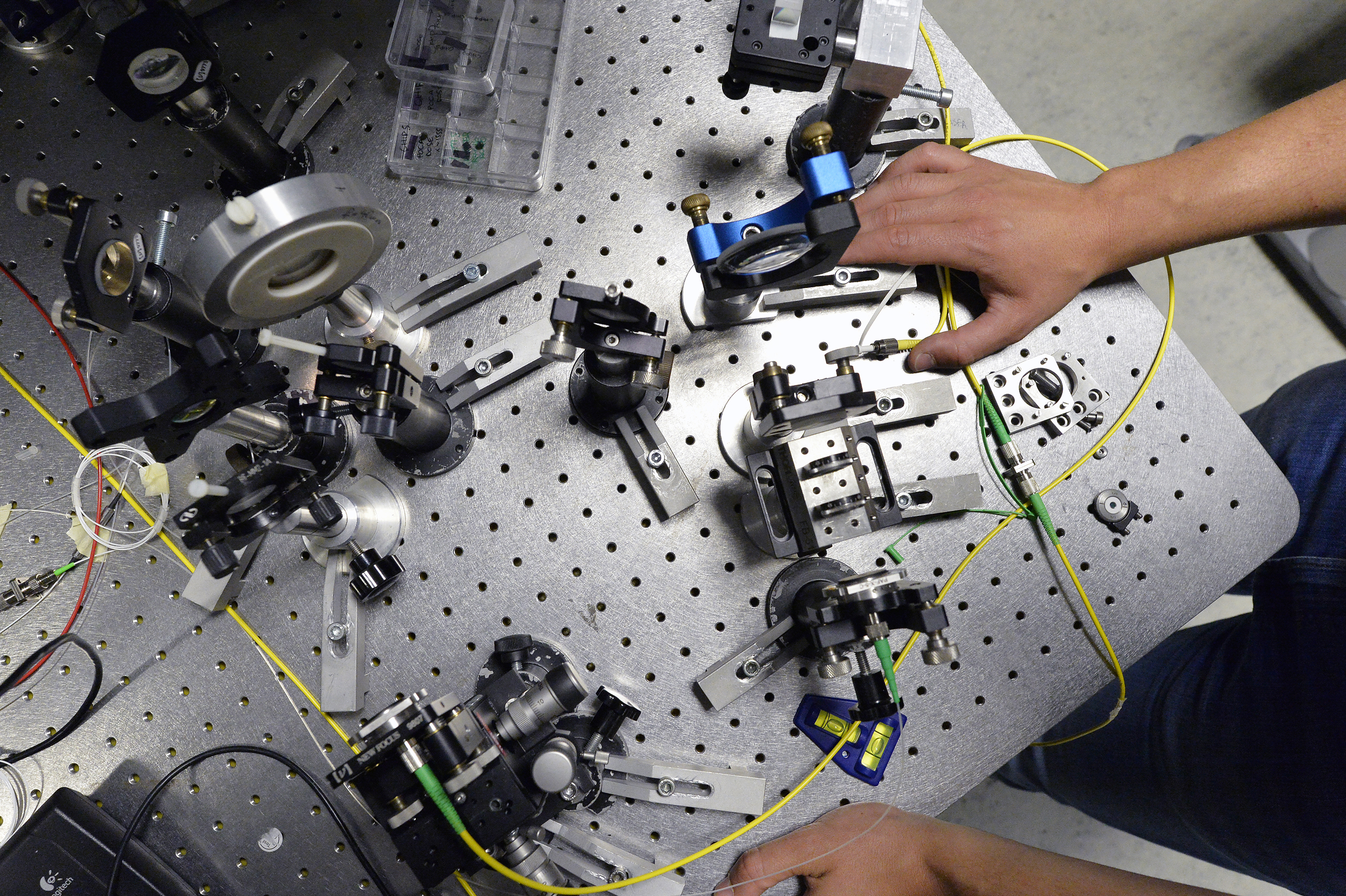

양자광학(量子光學, 영어: quantum optics)은 광학의 한 분야로, 빛의 특성과 매질과의 상호 작용을 양자 역학적 관점에서 설명한다.
양자역학에 의하면 빛은 전자기파로 다루어지는 동시에 광자라는 입자로 다루어진다. 즉 빛과 매질의 상호 작용에서 빛은 광자 하나에 해당하는 에너지를 기본 단위로 매질에 흡수 혹은 방출된다. 이를 정확히 기술하기 위해서는 광자의 흡수과 방출을 연산자로 다루는 양자전기역학이 필요하다.

## 양자전자공학
양자전자공학(Quantum electronics)은 1950년대와 1970년대 사이에 광자와의 상호 작용과 함께 물질 내 전자의 거동에 대한 양자 역학의 영향을 다루는 물리학 영역을 나타내기 위해 주로 사용된 용어이다. 오늘날에는 그 자체로 하위 분야로 간주되는 경우가 거의 없으며 다른 분야에 흡수되었다. 고체 물리학은 정기적으로 양자 역학을 고려하며 일반적으로 전자와 관련이 있다. 전자 공학에서 양자 역학의 특정 응용 프로그램은 반도체 물리학 내에서 연구된다. 이 용어는 또한 오늘날 양자 광학에서 주제로 연구되는 레이저 작동의 기본 프로세스를 포함한다. 용어의 사용은 양자 홀 효과와 양자 셀룰러 오토마타에 대한 초기 작업을 겹쳐놓았다.
양자전자공학에서 전자의 양자 호핑 유도 수송은 탄도 및 확산 수송보다 더 중요해진다. 벨 연구소의 대니얼 로드(Daniel Rode)의 로드 모델과 MIT의 슈양탕과 밀드레드 드레셀하우스의 탕-드레셀하우스 이론에 따르면 양자 수송의 메커니즘은 전자당 운반되는 엔트로피의 최대값을 관찰함으로써 열전력 측정을 통해 여전히 감지할 수 있다.

## 같이 보기
- 원자 분자 광 물리학
- 광학